# 圣蒂博
圣蒂博（法語：Saint-Thibault，法語發音：[sɛ̃ tibo]）是法国奥布省的一个市镇，位于该省中部偏南，属于特鲁瓦区和特鲁瓦香槟都会城市圈公共社区，其市镇面积为11.71平方公里，2022年1月1日时人口数量为551人。
圣蒂博是特鲁瓦香槟都会城市圈公共社区的组成部分，位于特鲁瓦市区以南大约10公里。

## 行政
圣蒂博的邮政编码为10800，INSEE市镇编码为10363。

## 地理

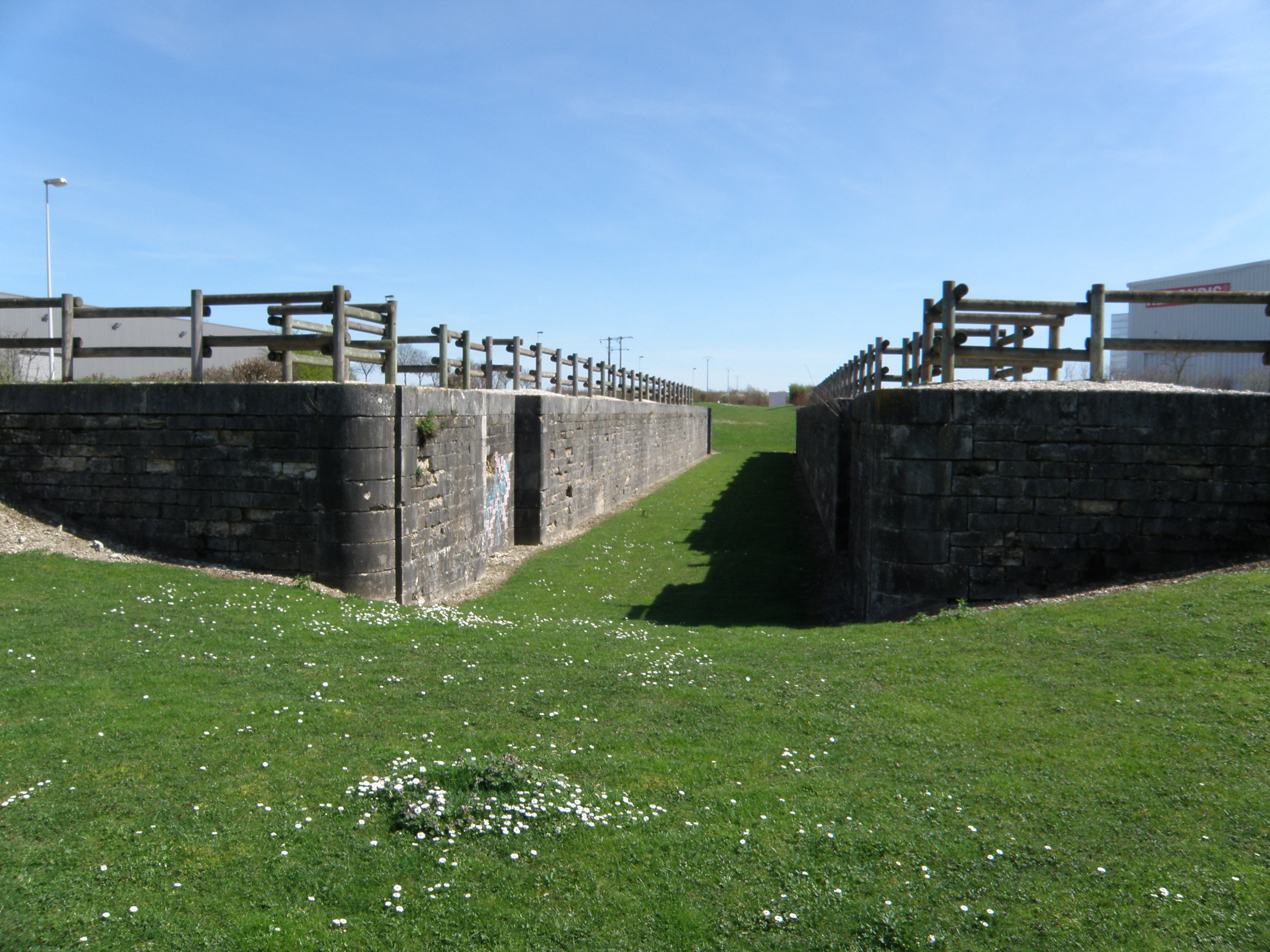
运河旧址

圣蒂博（48°12'20"N, 4°8'30"E）位于法国中北部偏东，大东部大区西南部和奥布省中部偏南。
与圣蒂博接壤的市镇包括：莱博尔德欧蒙、比谢尔、克莱雷、科尔莫、伊勒欧蒙、穆塞、沃德、韦里耶尔。
圣蒂博位于塞纳河左岸，境内地势平坦。
按照柯本气候分类法，圣蒂博属于温带海洋性气候，全年温差较小，降水分布均匀。

## 历史
圣蒂博历史上长期为一普通村落，中世纪末期曾为欧蒙家族的领地，工业革命时期曾开凿有运河，后废弃。

## 交通
法国A5号高速公路与奥布省省道D671线在境内交汇并设有互通式出入口，另有省道D66线和D93线在圣蒂博镇中心交汇。
特鲁瓦公交2路途径境内，另有多条定制公交线路经过圣蒂博。

## 政治
现任圣蒂博市长为玛丽-弗朗斯·若利奥女士（Marie-France Jolliot）。

## 人口
| 年份   | 1936 | 1946 | 1954 | 1962 | 1968 | 1975 | 1982 | 1990 | 1999 | 2005 | 2010 | 2015 | 2017 | 2018 |
| ------ | ---- | ---- | ---- | ---- | ---- | ---- | ---- | ---- | ---- | ---- | ---- | ---- | ---- | ---- |
| 人口數 | 343  | 362  | 385  | 379  | 372  | 373  | 494  | 479  | 462  | 486  | 465  | 539  | 555  | 552  |

## 景点
圣蒂博圣蒂博教堂